# Odostomia stearnsiella
Odostomia stearnsiella är en snäckart. Odostomia stearnsiella ingår i släktet Odostomia och familjen Pyramidellidae. Inga underarter finns listade i Catalogue of Life.